# 클레오메네스 1세
클레오메네스 1세(고대 그리스어: Κλεομένης Α, 라틴어: Cleomenes I ? - 기원전 489년, 재위 : 기원전 520년 – 기원전 489년)은 스파르타 아기아다이 왕조의 왕이다.

## 승계
클레오메네스 1세는 아낙산드리다스 2세와 그 두 번째 아내(프리네타데스의 딸로 추정) 사이에 태어난 아들이며, 이복동생으로 도리에우스, 고르고의 사위로 다음 왕이 될 레오니다스 1세, 클레옴브로토스가 있다. 아낙산드리다스 2세 사후, 장남이었던 클레오메네스 1세가 기원전 520년에 왕위를 계승했다. 헤로도토스에 따르면 클레오메네스는 정신적으로 정상이 아니라 미쳤을 것이라고 생각하고 있었다.
클레오메네스의 왕위 계승에 즈음하여 자신이 왕위를 이을 것으로 생각했던 도리에우스(첫 번째 아내의 자식)는 클레오메네스의 통치 하에 있는 것을 탐탁치 못하게 여기고 식민지 개척단의 지도자로서 나라를 떠나왔지만 시켈리아에서 페니키아 인과 에게스타 인(에게스타는 현재 팔레르모)과의 전투 중에 전사했다.

## 아테네 개입
참주 페이시스트라토스 가문에 의해 아테나이에서 추방된 알크마이오니다이 가문은 기원전 510년, 피이시스트라토스의 아들이자 아테네의 참주 히피아스를 무너뜨리기 위해 스파르타에 도움을 요청했다.